# 미야자키 준마
미야자키 준마(일본어: 宮崎 純真, 2000년 4월 10일~)는 일본의 축구 선수이다.

## 구단 경력
그는 2019년 J2리그의 방포레 고후에 입단했다. 2022년에 천황배 우승을 차지했다.